# توماس دينغ
توماس دينغ (بالإنجليزية: Thomas Deng)‏ (20 مارس 1997 بنيروبي في كينيا - ) هو لاعب كرة قدم كيني في مركز الدفاع. شارك مع منتخب أستراليا تحت 20 سنة لكرة القدم ومنتخب أستراليا الوطني لكرة القدم تحت 23 سنة. أما مع النوادي، فقد لعب مع نادي ملبورن فيكتوري وGreen Gully SC ‏ وWestern Eagles FC ‏.

## وصلات خارجية
- توماس دينغ على موقع رابطة كرة القدم اليابانية للمحترفين (اليابانية)
- توماس دينغ على موقع إي إس بي إن إف سي (الإنجليزية)
- توماس دينغ على موقع قاعدة بيانات كرة القدم.إي يو (الإنجليزية)
- توماس دينغ على موقع ناشيونال فوتبول تيمز (الإنجليزية)
- توماس دينغ على موقع Soccerbase.com (لاعب) (الإنجليزية)
- توماس دينغ على موقع Soccerway.com (الإنجليزية)
- توماس دينغ على موقع عالم كرة القدم.نت (الإنجليزية)
- توماس دينغ على موقع أوليمبيديا (الإنجليزية)